# Lo Poet
Lo Poet (en francès Le Poët) és un municipi francès situat al departament dels Alts Alps i a la regió de Provença – Alps – Costa Blava.

## Demografia
| 1821                                       | 1962 | 1968 | 1975 | 1982 | 1990 | 1999 | 2006 | 2014 |
| ------------------------------------------ | ---- | ---- | ---- | ---- | ---- | ---- | ---- | ---- |
| 557                                        | 424  | 429  | 511  | 515  | 587  | 690  | 751  | 754  |
| Des de 1962: població sense dobles comptes |      |      |      |      |      |      |      |      |

## Administració
| Període   | Identitat          | Partit |
| --------- | ------------------ | ------ |
| 2001-2008 | Pierre Fay         |        |
| 2008-2016 | Alain Montay       |        |
| 2016-     | Jean-Marie Trocchi |        |